# Amand Goegg

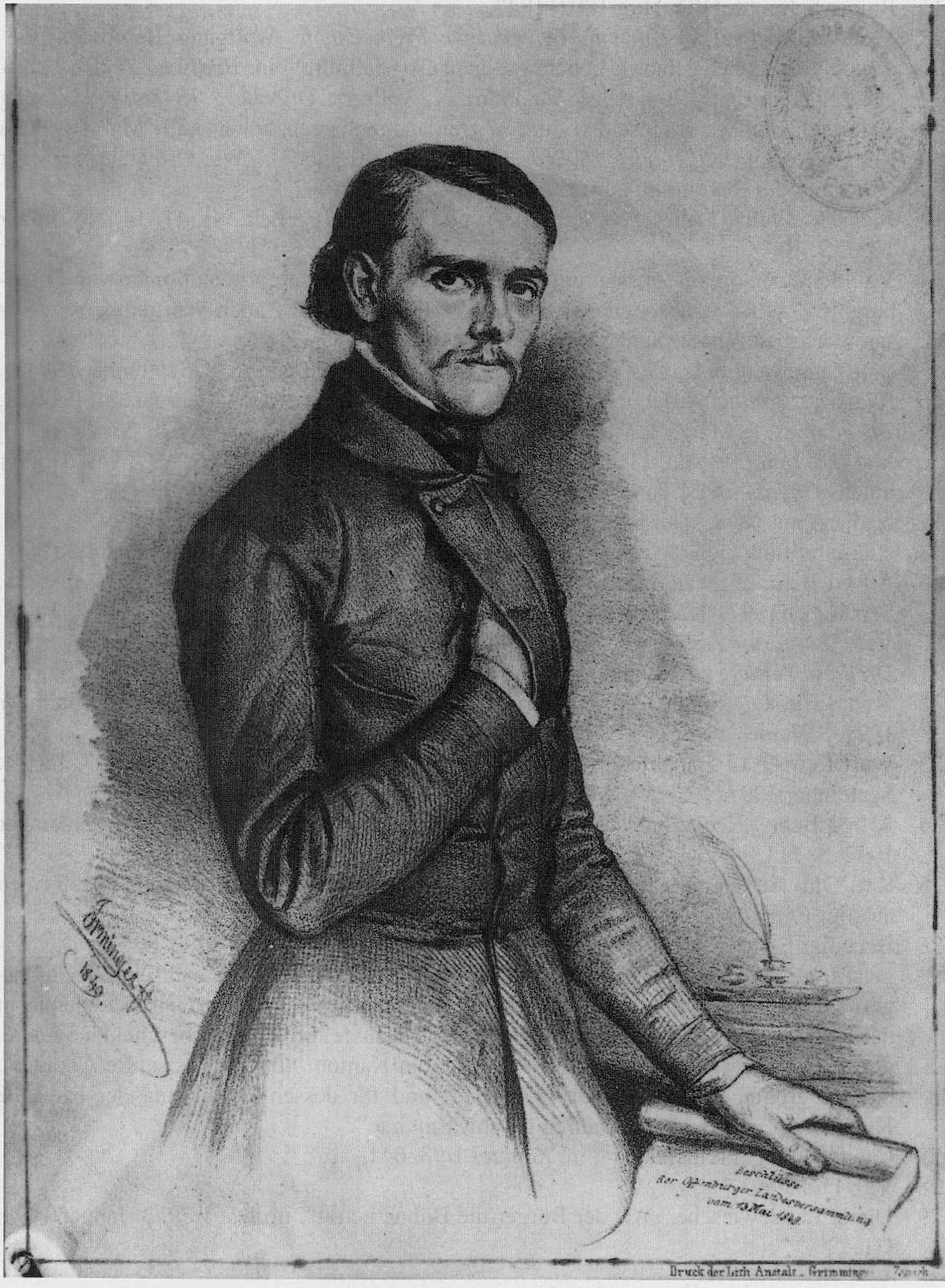
Amand Goegg 1849

Amand Goegg (* 7. April 1820 in Renchen; † 21. Juli 1897 ebenda) war ein führender Kopf der badischen Revolution und Mitglied der Revolutionsregierung. Goegg war der Ehemann der Schweizer Frauenrechtlerin Marie Pouchoulin.

## Leben
Goegg, der einem angesehenen Renchener Handelshaus entstammte, studierte Kameralwissenschaft an der Universität Freiburg, an der Ruprecht-Karls-Universität Heidelberg – unter anderem hörte er bei Karl Heinrich Rau Handelslehre, Finanzwissenschaft, Nationalökonomie und Landwirtschaft –, in München und Karlsruhe. Während seines Studiums wurde er 1840 Mitglied der Alten Heidelberger Burschenschaft. Nach Beendigung seines Studiums trat er in den Staatsdienst und begann seine Laufbahn als Volontär im Badischen Finanzministerium.

## Badische Revolution
Goegg, inzwischen Zollassistent in Mannheim, erkannte im Dezember 1848, dass die von Friedrich Hecker und Gustav Struve im März 1848 ins Leben gerufenen „Vaterländischen Vereine“ von den liberalen Konstitutionellen vereinnahmt waren, und organisierte zum 26. Dezember 1848 ein Treffen von 150 Personen in seiner Heimatstadt Renchen. Er rief zur landesweiten und zentral koordinierten Gründung der Volksvereine und zum allgemeinen Landeskongress der badischen Volksvereine auf.
An der Spitze der Volksvereine stand der Mannheimer Rechtsanwalt und Kammerabgeordnete Lorenz Brentano, der als Verteidiger Heckers an dessen Popularität teilhatte. Da Brentano auch Abgeordneter der Nationalversammlung und auf Grund dieser Ämterhäufung nicht in der Lage war, die Volksvereine tatsächlich zu führen, war Goegg als zweiter Vorsitzender der tatsächliche Leiter und Agitator. In kurzer Zeit gehörten 400 Volksvereine mit 35.000 Mitgliedern dem Landesverband an.
Auf der Delegiertenkonferenz der badischen Volksvereine am 12. Mai 1849 stellte Goegg „die Frage über die Proklamation der Republik“ zur Debatte, fand damit aber keine Mehrheit. Am 13. Mai 1849 sprach er bei einer Volksversammlung in Offenburg vor 35.000 bis 40.000 Bürgern. Die Demonstranten beschlossen ein maßgeblich von ihm formuliertes 16-Punkte-Programm, das u. a. die unbedingte Anerkennung der Reichsverfassung und die Bildung einer – allerdings entgegen seinen ursprünglichen Intentionen noch immer großherzoglichen – neuen Regierung unter Brentano forderte. Die großherzogliche Regierung lehnte die Forderungen der Offenburger Versammlung ab. Am Abend des 13. Mai fuhr der Landesausschuss unter Goegg nach Rastatt, wo er vom Balkon des Rathauses die Offenburger Beschlüsse verkündete und Brentano Bürgerwehr und Soldaten auf die Reichsverfassung vereidigte. Noch in der Nacht zum 14. Mai floh Großherzog Leopold aus seiner Residenz in Karlsruhe.
Am folgenden Tag wurde das Ministerium Bekk für abgesetzt erklärt und die Exekutivkommission des Landesausschusses, die zunächst anstelle der geflüchteten großherzoglichen Regierung die Landesgeschäfte übernahm, etablierte sich mit Amand Goegg, Joseph Ignatz Peter und Karl Eichfeld unter dem Präsidenten Lorenz Brentano. Das Ziel dieser Vollzugsbehörde war die Festigung der revolutionären Macht und der Widerstand gegen eine Intervention Preußens. Goegg gehörte ab 1. Juni als Finanzminister der provisorischen Regierung Badens an. Ende Juni 1849 musste sich die provisorische Regierung vor der einrückenden preußischen Interventionsarmee zunächst nach Freiburg zurückziehen. Goegg glaubte, eine neue Widerstandslinie aufbauen zu können, was jedoch misslang. Als am 28. Juni die verfassunggebende Versammlung in Freiburg beschloss „Der Krieg gegen die Feinde der deutschen Einheit und Freiheit wird mit allen zu Gebote stehenden Mitteln fortgesetzt …“, trat Brentano als Regierungschef zurück, und Amand Goegg bildete gemeinsam mit Kriegsminister Werner die „provisorische Regierung von Baden mit diktatorischer Gewalt“. Die Revolutionsarmee begann sich jedoch bereits aufzulösen. Am 2. Juli begab sich Goegg persönlich zu Pferd zwischen seine Soldaten, die sich auf dem Münsterplatz mit konservativen Bürgerwehrmännern unter dem Ruf „Es lebe der Großherzog“ verbrüderten. Am nächsten Morgen resignierte er. Am 12. Juli überquerte er bei Konstanz die Grenze zur Schweiz und bat für sich und die Truppe um Asyl.

## Exil
In der Schweiz lernte Goegg seine spätere Ehefrau Marie Pouchoulin kennen, mit der er im Januar 1854, nachdem er aus der Schweiz ausgewiesen worden war, über Paris nach London ging. Dort bildete er mit Franz Sigel, Arnold Ruge und anderen den „süddeutschen Kreis“ und setzte sich im „Agitationsverein“, bekämpft von Karl Marx und Friedrich Engels, für eine deutsch-amerikanische Revolutionsanleihe ein. Nach weiteren Stationen im Ausland, u. a. 1852 in Amerika, später in Australien und Südamerika, kehrte Goegg nach Genf zurück, wo er, wohl 1857, Marie Pouchoulin ehelichte; sie wurde eine der ersten Schweizer Frauenrechtlerinnen. Nach der Generalamnestie für die Revolutionäre 1861 zog Goegg nach Offenburg und 1862 erhielt er wieder die badische Staatsbürgerschaft. Etwa 1865 kehrte er nach Genf zurück.
In der Schweiz nahm er an Kongressen der Internationalen Arbeiterassoziation IAA, der so genannten Ersten Internationale teil.
1867 gehörte er in Genf zu den Gründern der Internationalen Friedensliga Ligue de la Paix et de la Liberté und wurde zu ihrem Vizepräsidenten gewählt.
Die eher bürgerliche Ausrichtung der Friedensliga verstärkte die Differenzen mit Marx, Engels und Bakunin, die Goegg verspotteten und mit harschen Worten kritisierten.
1874 brach er zu einer Propagandareise auf und kehrte nicht wieder zu seiner Familie zurück.
Im Denkmalsstreit für die 1849 in Rastatt standrechtlich Erschossenen bot Goegg zum 200. Todestag von Grimmelshausen der Stadt Renchen das Rastätter Denkmal an. Es steht seitdem neben der Kirche in Renchen, jedoch ersetzte die Stadt Renchen die Inschrift „Den Vorkämpfern für Deutschlands Einheit und Freiheit gefallen und gestorben in und um Rastatt 1849“ durch eine Widmung für Grimmelshausen, als dem „größten deutschen Dichter des 17. Jahrhunderts“.
Goegg starb 1897 in seiner Heimatstadt Renchen, wo er seit 1883 wieder lebte und auf deren Friedhof er begraben ist.

## Marx/Engels über Goegg
Amandus Goegg, liebenswürdig, wie schon sein Name besagt, ist zwar kein großer Redner, "aber ein schlichter Bürger, dessen edles und bescheidenes Betragen ihm überall Freunde erwirkt" ("Westamerikanische Blätter"). Aus Edelmut wurde Goegg Mitglied der provisorischen Regierung in Baden, wo er eingestandenermaßen gegen Brentano nichts ausrichten konnte, und aus Bescheidenheit ließ er sich den Titel Herr Diktator beilegen. Niemand leugnet, dass seine Leistungen als Finanzminister bescheiden waren. Aus Bescheidenheit proklamierte er d. letzten Tag vor dem schon angeordneten Gesamtrückzug nach der Schweiz die "Sozial-demokratische Republik" in Donaueschingen. Aus Bescheidenheit erklärte er später (s. "Janus" von Heinzen 1852), d. Pariser Proletariat habe den 2. Dezember verloren, weil es seine badisch-französische und die sonst in dem französischen Süddeutschland gangbare demokratische Einsicht nicht besaß. Wer von der Bescheidenheit Goeggs und von dem Vorhandensein einer "Goeggschen Partei" weitere Beweise wünscht, findet sie in der Schrift: "Rückblick auf die badische Revolution pp.", Paris 1850, von ihm selbst geschrieben. Er setzte seiner Bescheidenheit die Krone auf, als er in einem öffentlichen Meeting in Cincinnati erklärte:
Warum? Wer schon einmal Herr „Diktator“ war und noch der Busenfreund von „Napoleon“ Sigel ist, konnte auch „deutscher Mazzini werden“.
Nachdem durch diese und ähnliche, weniger hervorragende Ankömmlinge die Emigration au grand complet <absolut vollzählig> war, konnte sie zu den gewaltigen Kämpfen übergehen, die im nächsten Gesange dem Leser vorgeführt werden.

## Werke
- Rückblick auf die Badische Revolution unter Hinweisung auf die gegenwärtige Lage Teutschlands. Von einem Mitgliede der Badischen constituirenden Versammlung. Paris 1850 Internet Archive
- Nachträglich authentische Aufschlüsse über die Badische Revolution von 1849, deren Entstehung, politischen und militärischen Verlauf ; nebst einem Nachtrag und als Einleitung eine gedrängte Darstellung der politischen Vorgänge in Baden von 1818 an, unter Hinweisung auf die Hauptereignisse in den übrigen Theilen Deutschlands, Verlags-Magazin, Zürich 1876 Internet Archive
  - Zur religiösen Frage, Verlags-Magazin, Zürich 1889 (Aus: "Nachträgliche authentische Aufschlüsse über die Badische Revolution von 1849")
- Nachträglich authentische Aufschlüsse über die Badische Revolution von 1849, deren Entstehung, politischen und militärischen Verlauf ; nebst einem Nachtrag und als Einleitung eine gedrängte Darstellung der politischen Vorgänge in Baden von 1818 an, unter Hinweisung auf die Hauptereignisse in den übrigen Theilen Deutschlands, Spezial-Ausgabe für die Vereinigten-Staaten. Zickel, New-York 1876 Internet Archive
- Überseeische Reisen, Schabelitz, Zürich 1888 Digitalisat